# Лион Фойхтвангер (награда)
Литературната награда „Лион Фойхтвангер“ (на немски: Lion-Feuchtwanger-Preis) е отличие за историческа проза. От 1971 до 1992 г. се присъжда ежегодно. След това се раздава непериодично по повод годишнина от рождението на Лион Фойхтвангер на 7 юли.
Наградата е учредна от вдовицата на писателя, Марта Фойхтвангер, и до Обединението на Германия се присъжда от Академията на изкуствата на ГДР, а след това от обединената Академията на изкуствата (Берлин).
От 1993 до 1997 г. наградата не се раздава.
Оличието е на стойност 7500 €.

## Носители на наградата (подбор)
- Франц Фюман (1972)
- Гюнтер де Бройн (1981)
- Петер Хертлинг (1992)
- Михаел Клееберг (2000)
- Роберт Менасе (2002)
- Едгар Хилзенрат (2004)
- Райнхард Иргл (2009)